# The Journal of Sex Research
The Journal of Sex Research é uma revista científica revisada por pares dedicada ao estudo interdisciplinar da sexualidade humana e ao campo da sexologia em geral. Ela é editada por Taylor & Francis en nome da Sociedade para o Estudo Científico da Sexualidade (Nova Iorque). Seus conteúdos incluem reportagens empíricas, ensaios teóricos, revisões bibliográficas, artigos metodológicos, artigos históricos, reportagens clínicas, artigos didáticos, resenhas de livros e cartas ao diretor.